# Водяная змея Шнайдера
Водяная змея Шнайдера (лат. Enhydris enhydris) — вид змей из семейства Homalopsidae, обитающий в Юго-Восточной Азии.

## Описание
Общая длина достигает 50—60 см, очень редко 80 см. Голова небольшая с характерным для водяных змей приплюснутым рылом. Большие глаза располагаются на верхней стороне головы. Округлая чешуя туловища гладкая, без килей, придаёт змее радужный отлив. Цвет спины оливковый или коричневый, брюхо светлое — кремовое или желтоватое. Горло и подбородок жёлтые с тёмными отметинами. Несколько продольных неярких светло-коричневых полос тянутся вдоль туловища, от шеи до кончика хвоста.

## Образ жизни
Населяет влажные болотистые места, часто встречается на рисовых полях, в воловьих ямах, небольших реках. Большую часть жизни проводит в воде, хорошо плавает, на суше также чувствует себя уверенно. Питается лягушками и головастиками, реже рыбой.

## Размножение
Это живородящая змея. Самки рожают до 18 детёнышей.

## Распространение
Обитает на юго-востоке Китая, в Индонезии, Малайзии, Сингапуре, Вьетнаме, Камбодже, Лаосе, Таиланде, Бангладеш. Иногда встречается в центральных и восточных районах Индии и на Шри-Ланке.

## Галерея

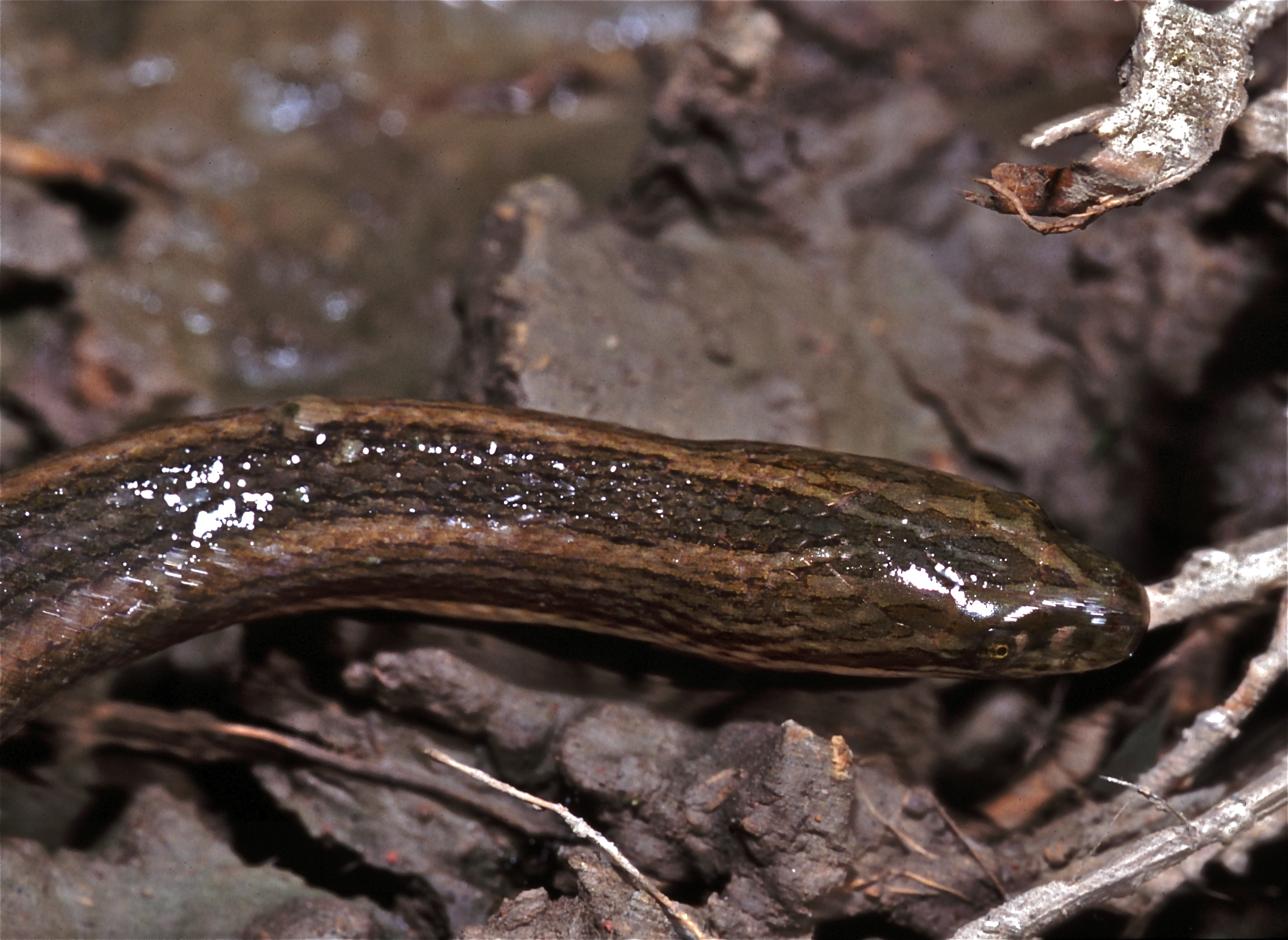
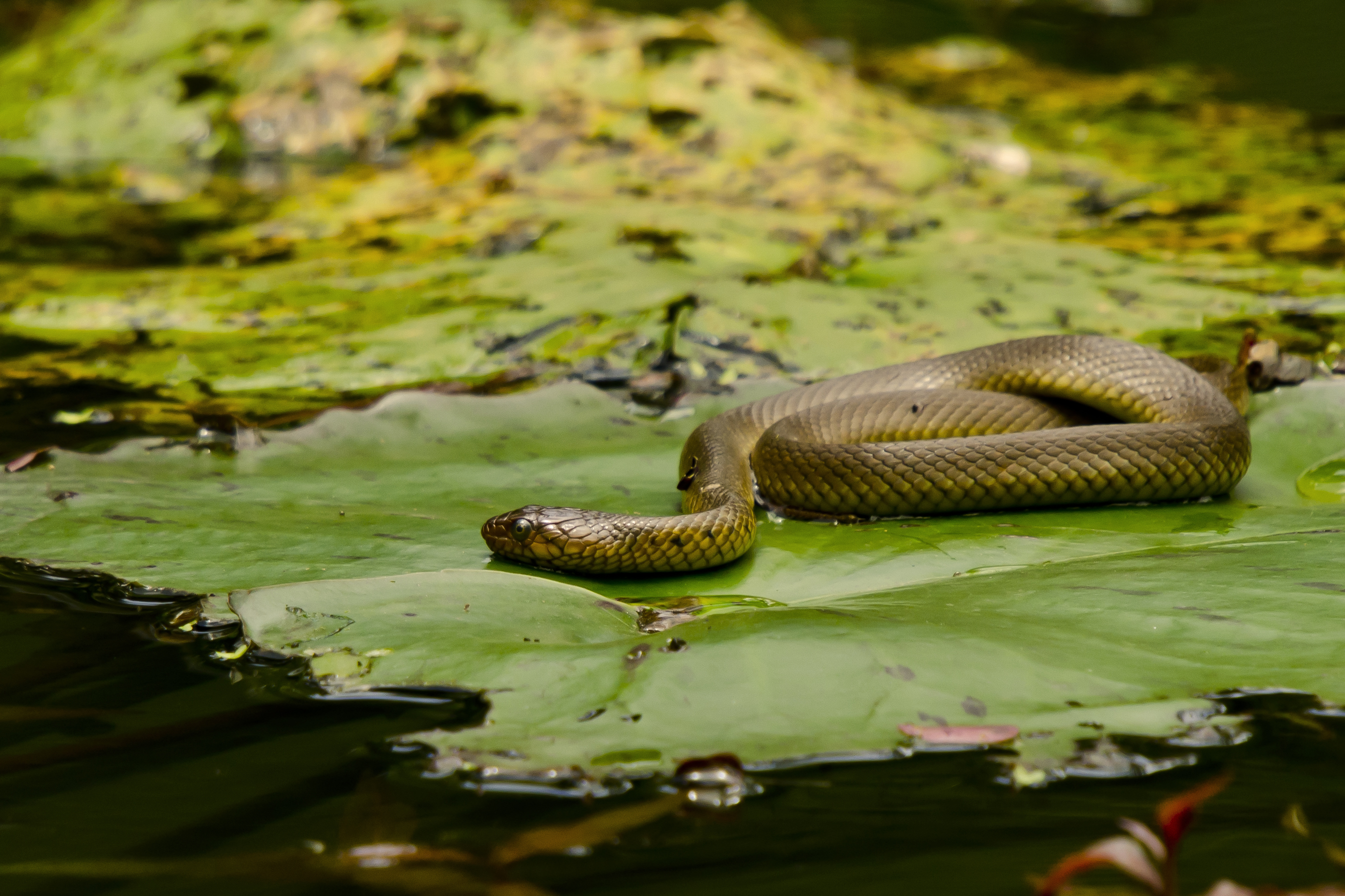
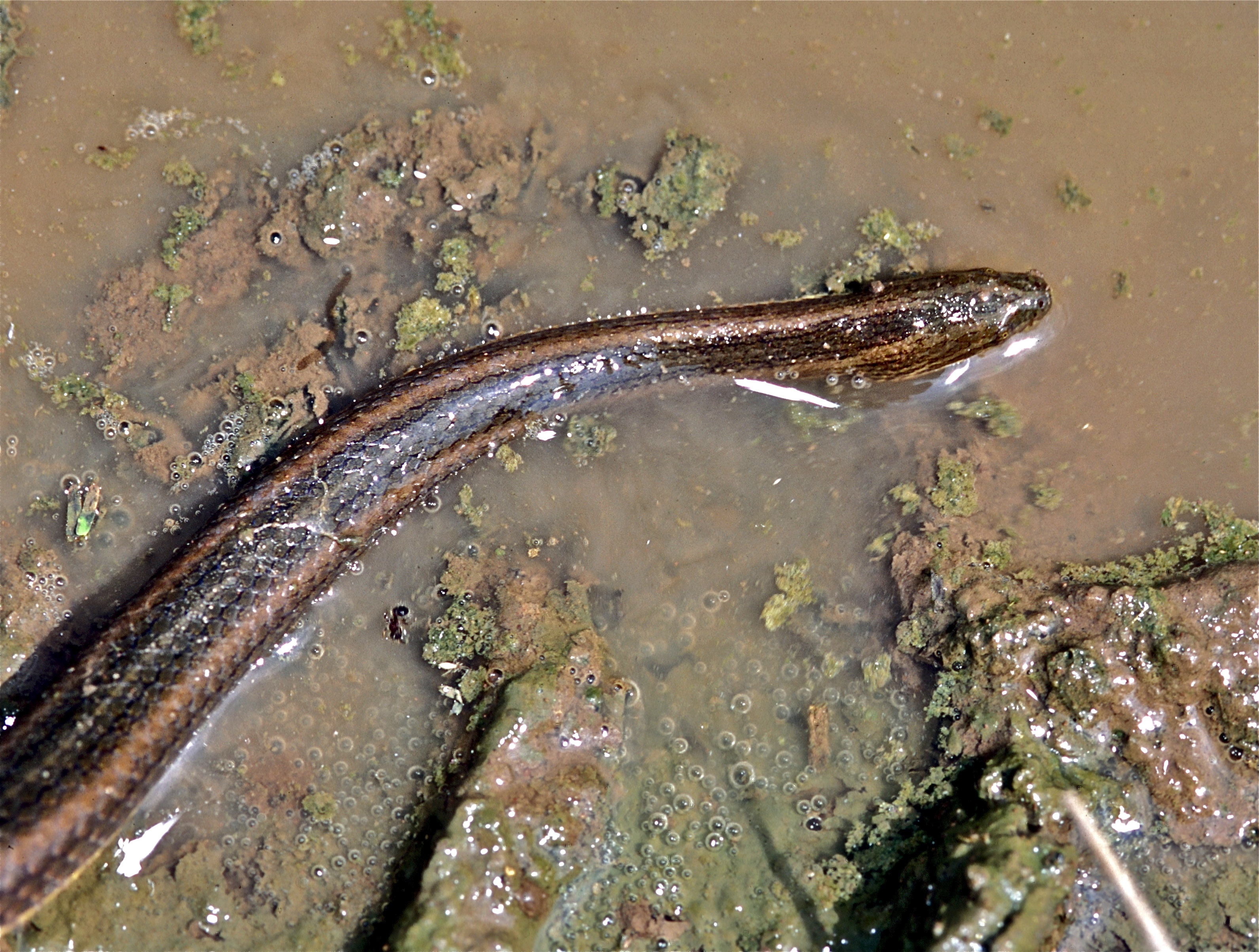